# Maibritt Saerens
Maibritt Saerens (født 25. maj 1970 i Silkeborg) er en dansk skuespiller. Hun er uddannet fra skuespillerskolen ved Aarhus Teater i 1999 og har siden optrådt både der og hos Det kongelige Teater, men fik sit store folkelige gennembrud i tv-serien Krøniken.
I 2000 modtog hun Årets Reumert/Talentprisen.
Maibritt Saerens har tidligere været samboende med David Rousing.

## Filmografi

### Film
| År   | Titel         | Rolle   | Noter |
| ---- | ------------- | ------- | ----- |
| 2008 | Blå mænd      |         |       |
| 2010 | Sykt lykkelig |         |       |
| 2012 | Talenttyven   | tv-vært |       |
| 2017 | Robin         |         |       |

### Tv-serier
| År        | Titel        | Rolle | Noter     |
| --------- | ------------ | ----- | --------- |
| 2000      | Skjulte spor |       | 3 afsnit  |
| 2005      | Wallander    |       | 1 afsnit  |
| 2003-2006 | Krøniken     | Søs   | 22 afsnit |

- Forbrydelsen (2 afsnit, 2007)
- 2900 Happiness (49 afsnit, 2007-2009)
- Sommer (1 afsnit, 2008)
- Livvagterne (7 afsnit, 2009)
- Arvingerne (2 afsnit, 2014)
- Vera (britisk tv-serie, 1 afsnit, 2014)
- Kampen om det tunge vand (norsk tv-serie, 6 afsnit, 2015)
- Ø (fransk tv-serie, 5 afsnit, 2016)
- Bedrag (8 afsnit, 2016)
- Sprinter Galore (7 afsnit, 2018)
- Sommerdahl sæson 3 og 4 (2022,2023)